# Олшен
Олшен (фр. Haulchin) насеље је и општина у североисточној Француској у региону Север-Па д Кале, у департману Север која припада префектури Валансјен.
По подацима из 2011. године у општини је живело 2346 становника, а густина насељености је износила 455,53 становника/km². Општина се простире на површини од 5,15 km². Налази се на средњој надморској висини од 42 метара (максималној 72 m, а минималној 27 m).

## Демографија
| 1962. | 1968. | 1975. | 1982. | 1990. | 1999. | 2011. |
| ----- | ----- | ----- | ----- | ----- | ----- | ----- |
| 2.070 | 2.732 | 2.945 | 2.746 | 2.651 | 2.566 | 2.346 |

График промене броја становника у току последњих година